# Бобрышево
Бо́брышево — село в Пристенском районе Курской области России. Административный центр Бобрышевского сельсовета.

## География
Село находится в южной части Курской области, в лесостепной зоне, в пределах юго-западной части Среднерусской возвышенности, в лесостепной зоне, на берегах ручья Гостимирец, на расстоянии примерно 16 км (по прямой) к западу-юго-западу (WSW) от посёлка городского типа Пристень, административного центра района. Абсолютная высота — 183 м над уровнем моря.
Климат
Климат характеризуется как умеренно континентальный. Среднегодовая температура составляет 5,3 °C. Средняя температура воздуха самого тёплого месяца (июля) — 18,7-20 °C (абсолютный максимум — 40 °C); самого холодного (января) — −18,6 — −18,2 °C (абсолютный минимум — −36 °C). Безморозный период длится около 151 дня в году. Среднегодовое количество атмосферных осадков составляет 533 мм. Снежный покров образуется в конце ноября и держится в течение 120—130 дней в году.
Часовой пояс
Село Бобрышево, как и вся Курская область, находится в часовой зоне МСК (московское время). Смещение применяемого времени относительно UTC составляет +3:00.

## История
Ранее посёлок носил наименование Успенское. В 1935—1956 годах являлся административным центром Кривцовского района.

## Население
| 1939 | 2002  | 2010 |
| ---- | ----- | ---- |
| 2631 | ↘1042 | ↘749 |

Половой состав
По данным Всероссийской переписи населения 2010 года, в половой структуре населения мужчины составляли 46,9 %, женщины — соответственно 53,1 %.
Национальный состав
Согласно результатам переписи 2002 года, в национальной структуре населения русские составляли 95 % из 1042 чел.

## Улицы
| - ул. Берёзовка, - ул. Дорожная, - ул. Заверх, - ул. Заречье, | - ул. Лесная, - ул. Луговая, - ул. Плант, - ул. Речная. |

## Известные уроженцы
- Бобрышев, Юрий Иванович (род. 1951) — советский и российский государственный и хозяйственный деятель.